# Главные железнодорожные мастерские (Тифлис)
Главные железнодорожные мастерские — железнодорожное предприятие Закавказской железной дороги в Тифлисе, существовавшее на рубеже XIX и XX веков. Количество рабочих — около 3000 человек. Рабочие предприятия стали основой революционного движения Закавказья в Российской империи в конце XIX века.

## История
Созданы в 1883 году для обслуживания железнодорожного строительства в регионе.
Первое выступление рабочих предприятия произошло в 1886 году. В 1887 году, после того как администрация попыталась увеличить продолжительность рабочего дня, на предприятии произошла крупная всеобщая забастовка. В декабре 1898 года произошла забастовка под руководством социал-демократической организации.
В 1890-х годах в мастерских работали высланные революционеры М. И. Калинин и С. Я. Аллилуев, а также отметчиком писатель-революционер А. М. Горький. С начала 1898 года И. В. Сталин организовал и руководил пятью нелегальными революционными кружками из рабочих мастерских и депо, занятия которых происходили на квартирах В. Стуруа и Г. Нинуа, З. Чодришвили, и других.
В 1939 году вошли в созданный Тбилисский электровозостроительный завод.